# 山中頼興
山中 頼興（やまなか よりおき、生年不詳 - 1782年1月31日（天明元年12月18日））は、日本の江戸時代の庄屋。出雲国の戦国武将山中幸盛の子孫。山中常諦の長男、母は不詳、または山中宗有、山中信譽とも称した、通称は（6代目）吉和屋彌右衛門と称した。
墓所は広島市佐伯区の光禅寺境内墓地と広島市西区田方の海蔵寺にあり、法号は釋無庵宗有信士。

## 生涯
享保12年（1727年）5月23日に父である山中常諦が没したために家督を相続し（6代目）吉和屋彌右衛門と称した。常諦以降の歴代の吉和屋（山中家）の当主は吉和屋彌右衛門の通称を継承し塩浜経営を行ったが、江戸後期に入ると塩田不況により、有力な浜主も塩浜をやむなく手放さざるを得なくなり、海老塩浜の塩浜も衰退していき、天保年間には吉和屋（山中家）は塩田不況の影響により塩浜経営に失敗し、多額の借金を背負ったために没落への道を辿る事になった。